# Rosa Mota

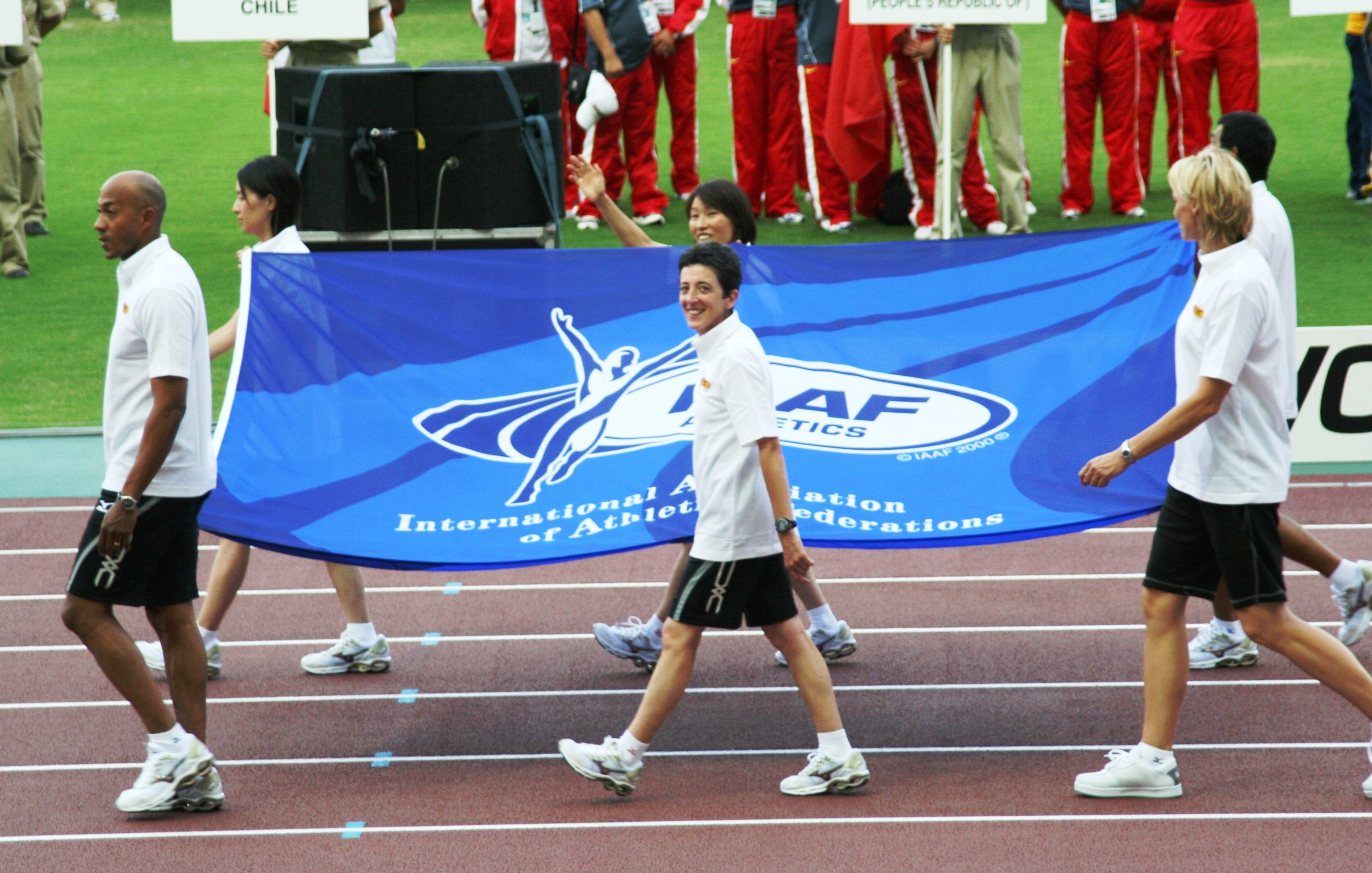
Rosa Mota (midden, voor) als een van de draagsters van de IAAF-vlag op de WK van 2007, Osaka.

Rosa Maria Correia dos Santos Mota (Foz do Douro, 29 juni 1958) is een voormalige Portugese marathonloopster en olympisch kampioene. Zij wordt beschouwd als een van Portugals meest vooraanstaande atletes en tevens gezien als een van de beste marathonloopsters van de 20e eeuw. Ze won veertien grote internationale marathons, waaronder die van Chicago, Boston, Londen, Rotterdam, Tokio en Osaka.

## Biografie

### Begonnen met veldlopen
Hoewel ze als kind aan ischias en astma leed, begon Mota in haar schooltijd met veldlopen. In 1980 ontmoette ze haar toekomstige man Pedro Pedrosa, die tot het einde van haar sportcarrière haar trainer was.

### Eerste grote successen
Haar eerste grote succes behaalde Mota in 1982, toen ze bij haar debuut op de marathon tijdens de Europese kampioenschappen in Athene direct de gouden medaille veroverde. Zij versloeg hierbij onder meer de favoriete Ingrid Kristiansen. Op de EK's in 1986 en 1990 prolongeerde zij haar Europese titel.
Opvallend in Mota's ontwikkeling als marathonloopster was, dat zij in haar eerste zeven marathons steeds haar beste persoonlijke prestatie verbeterde. Begonnen met een tijd van 2:36.03 op het EK in Athene, realiseerde ze zes marathons later, de Chicago Marathon in 1985, achter Joan Benoit en Ingrid Kristiansen, haar definitieve persoonlijke recordtijd van 2:23.29.

### Wereld- en olympisch kampioene
Bij de allereerste wereldkampioenschappen in 1983 in Helsinki eindigde Rosa Mota op de marathon als vierde. Vier jaar later, op het WK in 1987, won ze de marathon met ruim zeven minuten verschil op nummer twee, de Sovjet-Russische Zoja Ivanova.
Bij de Olympische Spelen van 1988 in Seoel bekroonde ze op de marathon haar sportcarrière met olympisch goud. Vier jaar eerder, de eerste keer dat de marathon als atletiekonderdeel was opgenomen in het olympisch programma, had zij op de Olympische Spelen van Los Angeles al brons gewonnen. Verder won ze de Great North Run in 1985 en 1990 en in 1989 de 25 km van Berlijn en de 20 km van Parijs.

### Sint Silvester
Vermeldenswaard is voorts dat Rosa Mota zes jaar achter elkaar de Saint Silvester Road Race heeft gewonnen. Deze wedstrijd, die jaarlijks op 31 december, de dag van Sint Silvester, wordt gehouden en door de straten van het Braziliaanse Sao Paulo voert, geldt als de oudste en meest prestigieuze stratenrace van Brazilië en is het belangrijkste internationale evenement in Latijns-Amerika. Mota won deze race over een afstand van 12 km voor de eerste maal in 1981 en herhaalde deze prestatie tot en met 1986.

### Bekende sportpersoonlijkheid
"A nossa Rosinha" ("onze kleine Rosa", zoals ze soms ook door haar landgenoten wordt genoemd) is een van de bekendste Portugese sportpersoonlijkheden, naast Eusébio, Carlos Lopes en Luís Figo. Die positie heeft zij echter in de loop der jaren zelf moeten bevechten. Aanvankelijk werd ze slechts beschimpt als ze trainde en werd zij met potten en pannen bekogeld. Hardlopende vrouwen pasten in het begin van de jaren tachtig nog niet in het wereldbeeld van met name de Portugese mannen. Ook officials maakten het haar moeilijk om aan internationale wedstrijden deel te nemen.
Het volgende voorval tekent in welke absurde situaties Rosa Mota soms belandde. Vlak voor de Spelen van 1984 trainde zij in Colorado. Vandaar zou zij regelrecht naar Los Angeles vliegen, hooguit twee uur. Tot haar stomme verbazing ontving zij echter een telex met daarin het verzoek om ogenblikkelijk naar Lissabon te komen voor het maken van een groepsfoto van deelnemers en officials. Toen ze bezwaar maakte, werd gedreigd met uitsluiting voor de Spelen. De gevolgen voor Mota waren groot. Van Denver naar New York duurde vier uur, waarna zij vijf uur moest wachten, alvorens het vliegtuig naar Lissabon vertrok, dat hiervoor zeven uur nodig had. Na de foto ging ze direct retour. Dat dergelijke pesterijtjes haar conditie en biologisch evenwicht niet ten goede kwamen, beseften de Portugese officials amper.
Voor haar bijdragen aan de ontwikkeling van de langeafstand-trainingsmethodes werd haar in 1998 de Abebe-Bikila-prijs toegekend.

### Trivia
Rosa Mota droeg de olympische Vlam door de straten van Athene voor de Olympische Spelen van 2004. Zij zet zich in voor verschillende liefdadigheidsinstellingen en is lid van het Portugese parlement.

## Titels
- Olympisch kampioene marathon - 1988
- Wereldkampioene marathon - 1987
- Europees kampioene marathon - 1982, 1986, 1990
- Portugees kampioene 800 m - 1979
- Portugees kampioene 1500 m - 1974, 1975, 1981
- Portugees kampioene 3000 m - 1974, 1975
- Portugees kampioene 5000 m - 1981
- Portugees kampioene veldlopen - 1975, 1976, 1977, 1978, 1981, 1982, 1984, 1985

## Onderscheidingen
- COP olympische medaille Nobre Guedes - 1981
- Abebe Bikila Award - 1998

## Persoonlijke records
Baan
| Onderdeel   | Prestatie | Datum       | Plaats   |
| ----------- | --------- | ----------- | -------- |
| 1500 m      | 4.19,53   | 1983        |          |
| 1 Eng. mijl | 4.41,33   | 1985        |          |
| 2000 m      | 5.56,02   | 1990        |          |
| 3000 m      | 8.53,84   | 1984        |          |
| 5000 m      | 15.22,97  | 1985        |          |
| 10.000 m    | 32.33,51  | 1985        |          |
| 20.000 m    | 1:06.55,5 | 14 mei 1983 | Lissabon |
| uurloop     | 18.027 m  | 14 mei 1983 | Lissabon |

Weg
| Onderdeel      | Prestatie | Datum             | Plaats        |
| -------------- | --------- | ----------------- | ------------- |
| halve marathon | 1:09.23   | 16 september 1990 | South Shields |
| marathon       | 2:23.29   | 20 oktober 1985   | Chicago       |

## Palmares

### 3000 m
- 1974:  Portugese kamp. in Lissabon - 10.30,6
- 1982: 12e EK in Athene - 9.04,82

### 5000 m
- 1981:  Vigo - 16.05,8
- 1982:  Spaanse kamp. in San Sebastian - 16.09,7
- 1985:  Oslo Games - 15.22,97

### 10.000 m
- 1983: 5e IAAF Women's Invitational in Knarvik - 32.46,78
- 1987:  European Cup C in Maia - 32.49,91
- 1995:  Ibero Amerikaanse kamp. - 33.08,5

### 5 km
- 1992:  Unzen Charity in Nagasaki - 16.35

### 10 km
- 1983:  L A Coliseum in Los Angeles - 32.49
- 1984:  Boston Milk Run - 32.47
- 1984: 4e Sentrumslopet in Oslo - 33.09
- 1984:  Bolder Boulder - 34.03
- 1984:  Connecticut Classic in Danbury - 32.44
- 1984:  Arco Coliseum Run in Los Angeles - 32.44
- 1984:  Governor's Cup in Denver - 32.35
- 1984:  IAAF World Championships in Madrid - 33.18
- 1985:  Bolder Boulder - 33.59
- 1985:  Bellin Hospital in Green Bay - 33.03
- 1985:  Penofin in Ukiah - 32.43
- 1986:  Bolder Boulder - 33.54
- 1987:  Ome - 31.35
- 1987: 4e Bolder Boulder - 35.26
- 1988:  Bolder Boulder - 34.41
- 1988:  Steamboat in Steamboat Springs - 34.04
- 1989:  Sunrise Stampede in Longmont - 34.01
- 1989:  Tokyo Ladies Mini-Marathon in Tokio - 32.31
- 1989:  Arturo Barrios Invitational in Santa Ana - 32.42
- 1990: 4e L'Eggs Mini Marathon in New York - 32.48
- 1990:  Bolder Boulder - 33.14
- 1990:  Great London Run - 32.49
- 1991: 4e Great London Run - 33.42
- 1992:  Nara - 33.00
- 1994:  Bupa Great Caledonian Run in Edinburgh - 33.08
- 1995:  Longmont Turkey Trot - 35.54

### 12 km
- 1987:  Bay to Breakers in San Francisco (12 km) – 39.16

### 15 km
- 1984:  El Paso Juarez Classic - 49.19
- 1986:  IAAF Women's World Road Championships in Lissabon - 48.35
- 1988:  Western Welcome Week in Littleton - 53.27
- 1989:  Foulee de Montmartre in Parijs - 52.11
- 1995: 7e Zevenheuvelenloop - 53.46

### 10 Eng. mijl
- 1984:  Cherry Blossom - 54.16
- 1986:  Nike Cherry Blossom - 53.09
- 1990:  Antwerpen - 53.16
- 1991:  Great South Run - 53.40

### 20 km
- 1985:  New Haven - 1:05.38
- 1989:  Maski-Courons in St Gabriel de Brandon - 1:08.39
- 1989:  20 km van Parijs - 1:06.37

### halve marathon
- 1979:  halve marathon van Nazarè - 1:27.51
- 1980:  halve marathon van Nazarè - 1:23.57
- 1981:  halve marathon van Nazarè - 1:16.30
- 1982:  halve marathon van Nazarè - 1:14.17
- 1983:  halve marathon van Milaan - 1:13.22
- 1983:  halve marathon van Manchester - 1:13.17
- 1983:  halve marathon van Nazarè - 1:13.26
- 1984:  halve marathon van Manchester - 1:11.36
- 1985:  Great North Run - 1:09.54
- 1985:  halve marathon van Nazarè - 1:12.31
- 1987:  halve marathon van Nazarè - 1:10.32
- 1988:  halve marathon van Casablanca -
- 1989:  Route du Vin - 1:10.36
- 1989:  halve marathon van Nazarè - 1:10.31
- 1990:  Great North Run - 1:09.33
- 1990:  Route du Vin - 1:09.52
- 1991:  halve marathon van Tachikawa - 1:11.49
- 1991:  halve marathon van Lissabon - 1:09.52
- 1991:  Route du Vin - 1:09.56
- 1992:  halve marathon van Matsue - 1:12.09
- 1994:  Route du Vin - 1:11.11
- 1994: 5e Route du Vin - 1:11.33
- 1998:  halve marathon van Macau - 1:20.38

### 25 km
- 1984:  25 km van Berlijn - 1:24.59
- 1989:  25 km van Berlijn - 1:25.46

### marathon
- 1982:  EK in Athene - 2:36.04
- 1983:  marathon van Rotterdam - 2:32.27
- 1983: 4e WK in Helsinki - 2:31.50
- 1983:  Chicago Marathon - 2:31.12
- 1984:  OS in Los Angeles - 2:26.57
- 1984:  Chicago Marathon - 2:26.01
- 1985:  Chicago Marathon - 2:23.29
- 1986:  EK in Stuttgart - 2:28.38
- 1986:  marathon van Tokio - 2:27.15
- 1987:  Boston Marathon - 2:25.21
- 1987:  WK in Rome - 2:25.17
- 1988:  Boston Marathon - 2:24.30
- 1988:  OS in Seoel - 2:25.40
- 1989:  marathon van Los Angeles - 2:35.27
- 1990:  marathon van Osaka - 2:27.47
- 1990:  Boston Marathon - 2:25.24
- 1990:  EK in Split - 2:31.27
- 1991:  marathon van Londen - 2:26.14

### veldlopen
- 1975:  Portugese kamp. in Lissabon - onbekende tijd
- 1976:  Portugese kamp. in Lissabon - onbekende tijd
- 1977:  Portugese kamp. in Vilamoura - onbekende tijd
- 1981: 18e WK in Madrid - 14.49
- 1982: 21e WK in Rome - onbekende tijd
- 1983: 24e WK in Gateshead - 14.24
- 1984:  Portugese kamp. in Viseu - onbekende tijd
- 1984: 24e WK in East Rutherford - 16.38
- 1985:  Portuguese kamp. in Troia - 16.08
- 1985: 13e WK in Lissabon - 15.50
- 1986: 5e WK in Colombier - 15.15,8
- 1987: 24e WK in Warschau - 17.32

1984: Joan Benoit ·
1988: Rosa Mota ·
1992: Valentina Jegorova ·
1996: Fatuma Roba ·
2000: Naoko Takahashi ·
2004: Mizuki Noguchi ·
2008: Constantina Diță ·
2012: Tiki Gelana ·
2016: Jemima Sumgong ·
2020: Peres Chepchirchir ·
2024: Sifan Hassan
1983 Grete Waitz ·
1987 Rosa Mota ·
1991 Wanda Panfil ·
1993 Junko Asari ·
1995 Manuela Machado ·
1997 Hiromi Suzuki ·
1999 Jong Song-ok ·
2001 Lidia Şimon ·
2003 Catherine Ndereba ·
2005 Paula Radcliffe ·
2007 Catherine Ndereba ·
2009 Bai Xue ·
2011 Edna Kiplagat ·
2013 Edna Kiplagat ·
2015 Mare Dibaba ·
2017 Rose Chelimo ·
2019 Ruth Chepngetich ·
2022 Gotytom Gebreslase ·
2023 Amane Beriso Shankule
- Gemeinsame Normdatei: 1238486002
- World Athletics: 14355935
- Bibliotheek van het Japanse parlement: 00621179
- Virtual International Authority File: 256604255